# Pictoris I
Pictoris I (DES J0443.8−5017) – galaktyka karłowata będąca galaktyką satelitarną przy Drodze Mlecznej. Galaktyka należy do grupy dziewięciu obiektów, których odkrycie ogłoszono w 2015, z których trzy są na pewno galaktykami satelitarnymi Drogi Mlecznej, a sześć pozostałych jest prawdopodobnymi, ale niepotwierdzonymi galaktykami karłowatymi.
Jest prawdopodobnie galaktyką eliptyczną.